# Diamond Point (Washington)
Diamond Point az Amerikai Egyesült Államok északnyugati részén, Washington állam Clallam megyéjében elhelyezkedő önkormányzat nélküli település.
A Diamond Point-i repülőtér a település közepén fekszik.

## Története

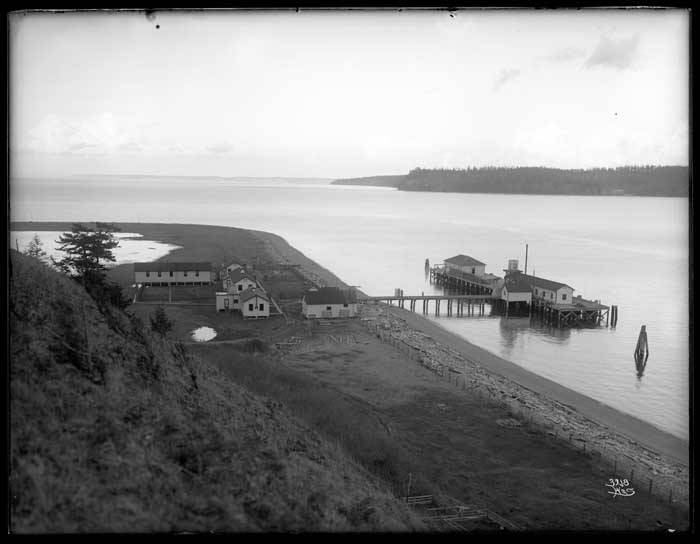
A karanténállomás 1905-ben

Az 1880-as években az USA-n kívülről érkező hajók számára karanténállomást létesítettek, amely 1994-ig működött. A kórházat és a szolgálati épületeket magánlakásokká alakították át. A lakások fejlesztését az 1950-es években kezdte meg a Diamond Point Land Company.

## Fordítás
- Ez a szócikk részben vagy egészben  a   Diamond Point, Washington című angol Wikipédia-szócikk ezen változatának fordításán alapul.  Az eredeti cikk szerkesztőit annak laptörténete sorolja fel. Ez a jelzés csupán a megfogalmazás eredetét és a szerzői jogokat jelzi, nem szolgál a cikkben szereplő információk forrásmegjelöléseként.